# Notaire Lépin
Le Notaire Lépin  est une variété de poirier ancien.

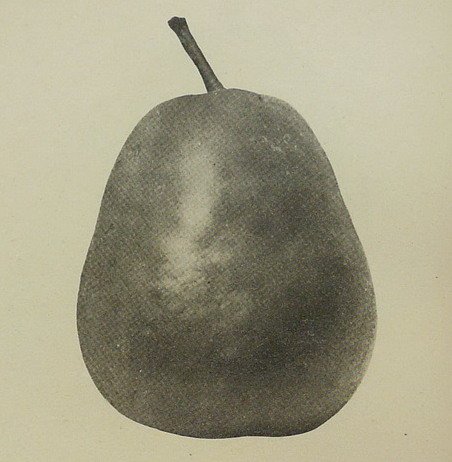
Poire Notaire Lépin.

## Origine
La variété est obtenue par M. Rollet, à Villefranche-sur-Saône (Rhône), vers 1860. M. Liabaud la mettra au commerce en 1879.

## Synonymie
- Doyenné Georges Boucher[1].

## Description

### Arbre
Notaire Lépin a de longs rameaux, de force moyenne, arqués, d'un gris foncé olivâtre. Les lenticelles sont grisâtres, peu nombreuses et allongées.
Ses yeux sont gros, courts et triangulaires, très écartés du rameau.
Cette variété doit être greffée sur cognassier. Greffée sur franc, elle est trop vigoureuse pour se mettre promptement à fruit.
Greffée sur le premier sujet, on l'élève en pyramide et en espalier de préférence. Sa prédisposition à la tavelure indique qu'il faut la cultiver aux expositions très chaudes et dans des terrains chauds, légers et sains.
Cette variété doit être cultivée dans les régions chaudes. De plus, il faut lui appliquer une taille longue.
Fruit d'amateur.

### Fruit
Grosse  ou assez grosse, la poire, variable en sa forme et sa grosseur, est de forme tantôt de Bon Chrétien, tantôt turbinée, toujours bien bosselée au pourtour.
L'épiderme est fin, légèrement rude, jaune, pointillé de roux, granité et marbré de fauve.
Son pédicelle est de longueur moyenne ou plus allongé, assez gros, se renflant généralement vers le fruit, planté un peu obliquement ou droit, dans un pli ou une cavité plus ou moins accentuée.
L'œil est petit, fermé ou mi-clos, dans une cavité moyenne et plissée dont les bords forment un plateau assez large.
Sa chair est blanche, grenue autour des loges, fine, serrée, néanmoins fondante, très juteuse, bien sucrée, relevée, bien parfumée.
De qualité très variable, assez bonne, bonne, elle se révèle rarement très bonne.
La maturité est atteinte de janvier à avril.